# MIRACLE P.M.
『MIRACLE P.M.』（ミラクル・ピーエム）は、2007年10月1日から2009年3月31日までエフエム山陰 (V-air) で放送されていたラジオ番組である。
月曜 - 木曜に放送されていた『evening Navigator e-Na』と金曜に放送されていた『ミュージックアパートメント パピヨン』それぞれの枠を引き継いだ平日午後のワイド番組で、エフエム山陰のアナウンサーとパーソナリティが日替わりで出演していた。
番組の正式名称は『〜V-tunes gate〜MIRACLE P.M.』（ブイチューンズ・ゲート ミラクル・ピーエム）で、エフエム山陰公式サイト内のタイムテーブルやゲストミュージシャンたちの宣伝媒体においてはこちらの表記が用いられていた。

## 放送時間
いずれも日本標準時。
- 月曜 - 木曜 15:00 - 19:00 / 金曜 13:30 - 19:00（2007年度）[4]
- 月曜 - 木曜 15:00 - 19:00 / 金曜 13:30 - 18:55（2008年度）[5]

## パーソナリティ
- 今岡弘義、益村千代（月曜・水曜）[6]
- 南さやか、おがっち（火曜・木曜）[7]
- 角秀一、加藤さゆり（金曜）[8]

## コーナー
- 電話 DE MIRACLE（毎日） - 2000円分の図書カードを貰える電話参加型クイズコーナー[4][5]。
- 今日のレトロさん（火曜・木曜） - 懐メロリクエストのコーナー。18時台に放送[7]。
- ワン・アーティスト・メモリーズ 〜80's-90's〜（金曜）
- MIYA THE WORLD!!（金曜） - ジャパンエフエムネットワーク (JFNC) 制作。16時台に放送[9]。